# Picoides
Picoides je rod datlovitých ptáků. V češtině se pojmenovává buď jako datlík (skupina tří druhů zvaná Picoides sensu stricto) nebo jako strakapoud. Vymezení rodu je diskutabilní. Z molekulárních prací rod vychází jako parafyletický, blízce příbuzný rodu Veniliornis (česky datel), zároveň jsou do něj řazeni i některé druhy z rodu Dendrocopos (strakapoud velký D. major, strakapoud malý D. minor, strakapoud bělohřbetý D. leucotos, strakapoud ussurijský D. kizuki). Do rodu Picoides bývá také někdy řazen datel šedohnědý (Veniliornis fumigatus) protože molekulárně vychází do skupiny k druhům strakapoud Stricklandův, strakapoud americký a strakapoud mniší.

## Druhy
- strakapoud páskovaný (Picoides lignarius) (Molina, 1782) – někdy řazen do rodu Veniliornis
- strakapoud savanový (Picoides mixtus) (Boddaert, 1783) – někdy řazen do rodu Veniliornis
- strakapoud kalifornský (Picoides nuttallii) (Gambel, 1843)
- strakapoud proužkohřbetý (Picoides scalaris) (Wagler, 1829)
- strakapoud osikový (Picoides pubescens) (Linné, 1766)
- strakapoud kokardový (Picoides borealis) (Vieillot, 1807)
- strakapoud Stricklandův (Picoides stricklandii) (Malherbe, 1845)
- strakapoud arizonský (Picoides arizonae) (Hargitt, 1866)
- strakapoud americký (Picoides villosus) (Linnaeus, 1766)
- strakapoud mniší (Picoides albolarvatus) (Cassin, 1850)
- datlík tříprstý (Picoides tridactylus) (Linné, 1758)
- datlík smrkový (Picoides dorsalis) Baird, 1858
- datlík černohřbetý (Picoides arcticus) (Swainson, 1832)